# Asz-Szajch Szubajka
Asz-Szajch Szubajka – miejscowość w Egipcie, w muhafazie Al-Minja. W 2006 roku liczyła 12 293 mieszkańców.